# 土星状星雲
土星状星雲（Saturn Nebula 、NGC 7009、Caldwell 55）は、みずがめ座にある惑星状星雲である。

## 概要
小型のアマチュア用望遠鏡では緑色から黄色に見える。この星雲は、もとは外層を宇宙に向けて吹き飛ばす低質量星であった。中心の恒星は、現在は視等級11.5の明るい白色矮星である。
土星状星雲は複雑な構造の惑星状星雲で、その内部に、ハロ、ジェットストリーム、複殻、アンサ（ハンドル状の構造）、小規模フィラメント等、多くの構造を含んでいる。アンサは、中心の恒星から非放射状に広がっている。
近くに標準光源がないため、土星状星雲までの距離は正確には分かっていない。Sabbadin et al. 2004は、距離を5200光年と推定している。1963年、O'Dellは距離を3900光年と推定し、この値から全体の直径は約0.5光年とした。
約55000Kと非常に温度が高い中心の恒星は青い矮星で、絶対等級+1.5と太陽の約20倍の光度で、視等級は11.5である。中心の恒星の二価の酸素イオンからの強い紫外線放射によって、特徴的な蛍光緑色の色合いが形成されていると信じられている。星雲全体の視等級は8で、視線速度は28マイル/秒である。
この星雲は、みずがめ座ν星の1度西に位置する。中央部は25秒×17秒で、外殻は41秒× 35秒に広がっている。表面の輝度が高い美しい天体である。
カルドウェルカタログやSAC 110 best NGC object list、RASC's Finest N.G.C. Objects Objects等多くの「観測に適した」天体を収録したカタログに掲載されている。

## 発見
1782年9月7日にウィリアム・ハーシェルが、自宅の庭で自作の望遠鏡を用いて発見し、天体観測における彼の極初期の発見の1つとなった。土星状星雲という名前は、外見が環を持つ土星に似ていることに由来し、望遠鏡が進歩して土星のような外見が見えるようになった1840年代にウィリアム・パーソンズが名付けた。